# Alfonso Osorio
Alfonso Osorio García (* 13. Dezember 1923 in Santander, Kantabrien; † 26. August 2018 ebenda) war ein spanischer Jurist, Wirtschaftsmanager und Politiker der Union des Demokratischen Zentrums UCD (Unión de Centro Democrático), der Volksallianz AP (Alianza Popular) sowie zuletzt der Volkspartei PP (Partido Popular), der unter anderem zwischen 1975 und 1977 Minister im Amt des Ministerpräsidenten sowie in der Übergangsregierung Suárez von 1976 bis 1977 zugleich Vize-Ministerpräsident. Er war ferner von 1977 bis 1979 Mitglied des Senats (Senado) sowie im Anschluss zwischen 1979 und 1989 Mitglied des Abgeordnetenkongresses (Congreso de los Diputados).

## Leben
Alfonso Osorio García begann nach dem Schulabschluss ein Studium der Rechtswissenschaften an der Universität Oviedo, welches er 1944 beendete. Im Anschluss war er zwischen 1945 und 1953 Prüfer des juristischen Dienstes der Luftstreitkräfte (Ejército del Aire) sowie im Anschluss von 1953 bis 1965 Staatsanwalt. Er war Mitglied der faschistischen Falange Española de las Juntas de Ofensiva Nacional Sindicalista (FE de las JONS) und bekleidete im Kabinett von Ministerpräsident Francisco Franco von 1965 bis 1968 den Posten als Unterstaatssekretär im Handelsministerium. Zugleich war er zwischen 1965 und 1971 für die Provinz Santander Mitglied (Procurador) des Cortes Españolas, dem sogenannten „Cortes franquistas“, das höchste Organisationsorgan des spanischen Volkes, die gemäß Artikel 1A des Gründungsgesetzes der Cortes (Ley Constitutiva de las Cortes), geändert durch das Staatsgesetz von 1967 in seiner dritten Zusatzbestimmung, an der Arbeit des Staates teilnehmen. Als Nachfolger von Leopoldo Calvo-Sotelo wurde er im Anschluss am 26. Juli 1968 Präsident des Verwaltungsrates des staatlichen Eisenbahnunternehmens RENFE (Red Nacional de los Ferrocarriles Españoles) und bekleidete diese Funktion bis zum 6. Juni 1970, woraufhin Francisco Lozano Vicente ihn ablöste. Daneben war von 1969 bis 1971 Mitglied des Rates des Königreichs (Consejero del Reino), eine Körperschaft während der Franco-Diktatur, die durch das Erbfolgegesetz des Staatsoberhauptes (Ley de Sucesión en la Jefatura del Estado) von 1947 geschaffen wurde. Für seine Verdienste wurde ihm 1966 das Ehrenkreuz sowie 1967 das Großkreuz des Ordens San Raimundo de Penafort, 1968 das Großkreuz des Zivilverdienstordens (Orden del Mérito Civil) sowie 1970 das Großkreuz des Ordens Isabellas der Katholischen (Orden de Isabel la Católica) verliehen.
Nach dem Ende des Franquismus wurde Osorio am 12. Dezember 1975 im Kabinett von Ministerpräsident Carlos Arias Navarro Minister im Amt des Ministerpräsidenten (Ministro de la Presidencia de España) sowie Sekretär des Ministerrates (Secretario del Consejo de Ministros) und bekleidete diese Funktionen im Anschluss vom 8. Juli 1976 bis 4. Juli 1977 auch in der Übergangsregierung Suárez. Daneben war er zwischen 1975 und 1977 noch einmal Mitglied der Cortes franquistas. In der Übergangsregierung Suárez übernahm er zudem vom 5. Juli 1975 bis zum 4. Juli 1977 den Posten eines Vize-Ministerpräsidenten für politische Angelegenheiten (Vicepresidente segundo del Gobierno para Asuntos Políticos).
Bei der Parlamentswahl am 15. Juni 1977 wurde Osorio, der mittlerweile Mitglied der Union des Demokratischen Zentrums UCD (Unión de Centro Democrático) war, zum Mitglied des Senats (Senado) ernannt, dem er bis zum 2. Januar 1979 angehörte. Für seine Verdienste wurde ihm 1977 das Großkreuz des Ordens Karls III. (Orden de Carlos) verliehen. Bei der darauf folgenden Parlamentswahl am 1. März 1979 wurde er zum Mitglied des Abgeordnetenkongresses (Congreso de los Diputados) gewählt und vertrat dort nach seiner Wiederwahl bei der Parlamentswahl am 28. Oktober 1982 die Interessen von Madrid. Dabei war er in der ersten Legislaturperiode (1979–1982) war er zwischen dem 10. März und dem 31. August 1982 Vorsitzender des Ausschusses für Industrie, öffentliche Arbeiten und Dienstleistungen sowie des Weiteren zeitweise Mitglied des Finanzausschusses, des Haushaltsausschusses, der Präsidialkommission und Mitglied der Antragskommission. In der zweiten Legislaturperiode (1982–1986) fungierte er zwischen dem 2. Dezember 1982 und dem 3. April 1986 Vorsitzender des Haushaltsausschusses und ferner Mitglied des Ständigen Rates sowie Mitglied des Verteidigungsausschusses.
Alfonso Osorio wurde bei der Parlamentswahl am 22. Juni 1986 wieder zum Mitglied des Congreso de los Diputados und vertrat dort vom 8. Juli 1986 bis zum 2. September 1989 die Interessen von Kantabrien. Während der dritten Legislaturperiode (1986–1989) war er schließlich zwischen dem 10. September 1986 und dem 2. September 1989 Mitglied des Verfassungsausschusses. Er engagierte sich des Weiteren als Mitglied des Rektorats des Universitätsstudienzentrums CEU (Centro de Estudios Universitarios) und war außerdem als Berater der Bank von Spanien (Banco de España), der Postsparkasse (Caja Postal de Ahorros), des Nationalen Industrieinstituts INI (Instituto Nacional de Industria), des Automobilunternehmens Seat sowie der Auslandsbank BEX (Banco Exterior de España).
Alfonso Osorio García war zweimal verheiratet, und zwar in erster Ehe mit María Teresa Iturmendi Gómez-Nales, die am 25. März 1991 verstarb. Aus dieser Ehe gingen die drei Kinder Alfonso, María Ángeles y Lucas Osorio Iturmendi hervor. Nach dem Tode seiner ersten Ehefrau heiratete er in zweiter Ehe Martine-Annie Boutet Boscage.

## Veröffentlichungen
- Rayectoria política de un ministro de la Corona, Barcelona: Planeta, 1980, ISBN 8432-0-5664-2
- Escrito desde la derecha. Canto a la libertad, Esplugues de Llobregat, Barcelona: Plaza & Janés, 1985, ISBN 8401-3-3289-3
- Objetivo. Ganar el futuro. Conversaciones con Alfonso Osorio, Esplugues de Llobregat, Barcelona: Plaza & Janes, 1986, ISBN 8401-3-3314-8
- De orilla a orilla, Barcelona: Plaza & Janés Editores, 2000, ISBN 8401-5-3040-7
- Alfonso XIII, Barcelona: Ediciones B, 2003, ISBN 8466-6-1061-8